# 1733
Il 1733 (MDCCXXXIII in numeri romani) è un anno  del XVIII secolo.

## Eventi
- L'inventore britannico John Kay brevetta la spoletta volante. Questa invenzione viene presa tradizionalmente come punto di riferimento per l'inizio della Rivoluzione Industriale.
- 1º febbraio – Con la morte di Augusto II di Polonia, inizia la Guerra di successione polacca.
- 26 settembre – Trattato di Torino: Accordo segreto tra il Regno di Francia e Carlo Emanuele III di Savoia, re di Sardegna.
- 7 novembre – Trattato dell'Escorial, patto di famiglia tra i Borbone di Francia e di Spagna.

## Nati

### Gennaio
- 7 gennaio - Tommaso Maurizio Richeri, giurista italiano († 1797)
- 8 gennaio - Anton von Maron, pittore austriaco († 1808)
- 14 gennaio - Aleksandr Sergeevič Stroganov, nobile e politico russo († 1811)
- 15 gennaio - Joseph Lederer, compositore tedesco († 1796)
- 21 gennaio - Antonio Francesco Frisi, scrittore e storico italiano († 1817)
- 22 gennaio - Giovanni Vincenzo Bolgeni, gesuita e teologo italiana († 1811)
- 22 gennaio - Philip Carteret, ammiraglio e esploratore inglese († 1796)
- 24 gennaio - Joseph Caillot, attore e cantante francese († 1816)
- 24 gennaio - Benjamin Lincoln, generale e politico statunitense († 1810)
- 27 gennaio - Joseph Adam von Arco, arcivescovo cattolico austriaco († 1802)
- 28 gennaio - Pietro Antonio Zaguri, politico italiano († 1806)

### Febbraio
- 6 febbraio - James Duane, politico statunitense († 1797)
- 7 febbraio - Johann Ferdinand Hetzendorf von Hohenberg, architetto austriaco († 1816)
- 19 febbraio - Daniel Carlsson Solander, botanico e medico svedese († 1782)
- 20 febbraio - Szymon Bogumił Zug, architetto tedesco († 1807)
- 27 febbraio - Nicolas Savouret, prete francese († 1794)

### Marzo
- 5 marzo - Vincenzo Galeotti, coreografo italiano († 1816)
- 6 marzo - Filippo Casoni, cardinale e arcivescovo cattolico italiano († 1811)
- 9 marzo - Lev Aleksandrovič Naryškin, nobile russo († 1799)
- 13 marzo - Joseph Priestley, chimico e filosofo inglese († 1804)
- 13 marzo - Johann Zoffany, pittore tedesco († 1810)
- 15 marzo - Vincenzo Fasanella, poeta e matematico italiano († 1793)
- 17 marzo - Carsten Niebuhr, matematico, cartografo e esploratore tedesco († 1815)
- 18 marzo - Christoph Friedrich Nicolai, scrittore e editore tedesco († 1811)
- 29 marzo - Joseph Leonhard Banniza von Bazan, giurista austriaco († 1800)

### Aprile
- 2 aprile - Giacomo Tritto, compositore italiano († 1824)
- 14 aprile - Louis Compain, cantante e attore francese
- 19 aprile - Spiridione Berioli, arcivescovo cattolico e politico italiano († 1819)
- 27 aprile - Joseph Gottlieb Kölreuter, botanico e scienziato tedesco († 1806)
- 30 aprile - Pietro Antonio Stefani, presbitero e scrittore italiano († 1808)

### Maggio
- 4 maggio - Jean-Charles de Borda, militare, matematico e fisico francese († 1799)
- 7 maggio - Joseph Patrat, attore teatrale e drammaturgo francese († 1801)
- 11 maggio - Vittoria di Borbone-Francia, principessa († 1799)
- 12 maggio - János Sajnovics, linguista, astronomo e gesuita ungherese († 1785)
- 17 maggio - Giovanni Battista Gallicciolli, filologo, ebraista e storico italiano († 1806)
- 22 maggio - Hubert Robert, pittore francese († 1808)
- 28 maggio - Cornelius Hermann von Ayrenhoff, drammaturgo austriaco († 1819)
- 29 maggio - Giovanni Battista Caprara Montecuccoli, cardinale, arcivescovo cattolico e diplomatico italiano († 1810)

### Giugno
- 2 giugno - Carlo Anselmo di Thurn und Taxis, principe († 1805)
- 3 giugno - Tommaso Natale, giurista e filologo italiano († 1819)
- 6 giugno - Lorens Pasch il Giovane, pittore svedese († 1805)
- 12 giugno - Alessandro Longhi, pittore e incisore italiano († 1813)
- 16 giugno - Urbano Barberini Colonna di Sciarra, VI principe di Carbognano, nobile italiano († 1796)

### Luglio
- 13 luglio - Carlo di Sassonia, nobile († 1796)
- 15 luglio - Gianantonio Della Beretta, vescovo cattolico italiano († 1816)
- 22 luglio - Michail Michajlovič Ščerbatov, politico e storico russo († 1790)
- 26 luglio - Ludovico Flangini, cardinale, patriarca cattolico e filologo classico italiano († 1804)
- 26 luglio - Johann Matthias Schröckh, storico delle religioni austriaco († 1808)
- 27 luglio - Jeremiah Dixon, astronomo e inventore inglese († 1779)
- 27 luglio - Silvio Giorgetti, cantante castrato italiano († 1802)

### Agosto
- 14 agosto - Jean-François Ducis, poeta e drammaturgo francese († 1816)
- 17 agosto - François Baron de Tott, nobile francese († 1793)
- 24 agosto - Giulio Cesare Zollio, arcivescovo cattolico e diplomatico italiano († 1795)

### Settembre
- 1º settembre - Antonio Cresi, vescovo cattolico italiano († 1804)
- 2 settembre - Friedrich Wolfgang Reiz, filologo classico e linguista tedesco († 1790)
- 5 settembre - Christoph Martin Wieland, scrittore, poeta e editore tedesco († 1813)
- 15 settembre - Nicola Giannelli, medico italiano († 1809)
- 18 settembre - Atanasio IV Jawhar, vescovo cattolico e patriarca cattolico siriano († 1794)
- 18 settembre - George Read, politico e avvocato statunitense († 1789)
- 22 settembre - Anton Filtz, compositore tedesco († 1760)
- 26 settembre - Isaac Bickerstaffe, commediografo e librettista irlandese († 1812)
- 27 settembre - Vittorio Filippo Melano, arcivescovo cattolico e predicatore italiano († 1813)
- 27 settembre - Giovanni Battista Quarantotti, cardinale italiano († 1820)

### Ottobre
- 5 ottobre - Louis Jean-Jacques Durameau, pittore francese († 1796)
- 9 ottobre - Antonio Sandi, incisore italiano († 1817)
- 10 ottobre - Giambattista Vasco, economista, teologo e abate italiano († 1796)
- 14 ottobre - Carlo Giuseppe de Croix, generale austriaco († 1798)
- 15 ottobre - Giovanni Attilio Arnolfini, scrittore e idrologo italiano († 1791)
- 15 ottobre - Cristiana Sofia Carlotta di Brandeburgo-Bayreuth, principessa († 1757)
- 16 ottobre - Simone Stratico, matematico, fisico e ingegnere italiano († 1824)
- 17 ottobre - Matteo Madao, religioso e scrittore italiano († 1800)
- 20 ottobre - Adam Naruszewicz, vescovo cattolico, storico e poeta polacco († 1796)
- 21 ottobre - Johann Christoph Rasche, numismatico, scrittore e presbitero tedesco († 1805)
- 29 ottobre - Gottfried van Swieten, nobile, librettista e mecenate olandese († 1803)

### Novembre
- 5 novembre - Michail Matveevič Cheraskov, scrittore russo († 1807)
- 20 novembre - Félix Berenguer de Marquina, militare spagnolo († 1826)
- 20 novembre - Philip Schuyler, generale e politico statunitense († 1804)
- 21 novembre - Guillaume Rouby de Cals, imprenditore e economista francese († 1805)
- 28 novembre - Domenico Tata, naturalista e presbitero italiano

### Dicembre
- 7 dicembre - Antoine Jean Marie Thévenard, ammiraglio francese († 1815)
- 11 dicembre - Leopoldina di Sternberg, contessa austriaca († 1809)
- 21 dicembre - Giovanni Vincenzo Monforte, arcivescovo cattolico italiano († 1802)
- 23 dicembre - Jean Baptiste Antoine Auget de Montyon, politico e scrittore francese († 1820)
- 28 dicembre - Carlantonio Pilati, giurista e storico italiano († 1802)

### Senza giorno specificato
- Gian Giuseppe Ballanti, anatomista e medico italiano († 1767)
- Antonio Maria Bettoli, architetto italiano († 1777)
- Serafino Calindri, storico e presbitero italiano († 1811)
- Anna De Amicis, soprano italiano († 1816)
- Louis-Auguste Feneulle, architetto francese († 1799)
- Johann Christian Fischer, compositore e musicista tedesco († 1800)
- Desfontaines-Lavallée, scrittore e drammaturgo francese († 1825)
- Gheorghe Crișan, rivoluzionario rumeno († 1785)
- Vincenzo Giuliani, storico, medico e archeologo italiano († 1799)
- Elizabeth Gunning, nobile e attrice teatrale irlandese († 1790)
- Richard Kirwan, biologo irlandese († 1812)
- Giovan Francesco Leomporri, architetto e decoratore italiano
- Maruyama Ōkyo, pittore giapponese († 1795)
- Domenico de' Panzacchi, tenore italiano
- Jaques Paul, artigiano svizzero († 1796)
- Phuntsog Namgyal II, indiano († 1780)
- Sakugawa Kanga, karateka giapponese († 1815)
- Siraj ud-Dalla, sovrano indiano († 1757)
- Herman Spöring, esploratore, botanico e naturalista finlandese († 1771)
- Barrimore Matthew St. Leger, militare britannico († 1789)
- John Wereat, politico statunitense († 1799)
- Richard Weston, botanico e agronomo britannico († 1806)
- Davide Zanotti, pittore italiano († 1808)
- Francesco Zoppi, scultore italiano († 1799)
- Paolo de Lorenzi, pittore italiano

## Morti

### Gennaio
- 11 gennaio - Giovanni Gerolamo Arconati Lamberti, avventuriero italiano
- 13 gennaio - Anton Sepp, gesuita italiano (n. 1655)
- 17 gennaio - George Byng, I visconte Torrington, ammiraglio e diplomatico inglese (n. 1668)
- 21 gennaio - Bernard de Mandeville, medico e filosofo olandese (n. 1670)
- 22 gennaio - Thomas Herbert, VIII conte di Pembroke, politico e ammiraglio inglese (n. 1656)
- 23 gennaio - John Blunt, banchiere inglese (n. 1665)
- 23 gennaio - Ermanno Federico di Hohenzollern-Hechingen, generale e nobile tedesco (n. 1665)
- 27 gennaio - Thomas Woolston, teologo inglese (n. 1668)

### Febbraio
- 1º febbraio - Augusto II di Polonia, sovrano polacco (n. 1670)
- 12 febbraio - Yaaqoub Boutros Awwad, patriarca cattolico libanese
- 15 febbraio - Giuseppe Antonio Patrignani, gesuita, poeta e drammaturgo italiano (n. 1659)
- 22 febbraio - Bernardo Fedrighini, architetto italiano (n. 1646)
- 23 febbraio - Uberto Benvoglienti, storico italiano (n. 1668)
- 24 febbraio - Alamanno Salviati, cardinale italiano (n. 1669)
- 27 febbraio - Tarquinio Grassi, pittore italiano (n. 1656)

### Marzo
- 4 marzo - Franz Joseph Czernin von und zu Chudenitz, nobile e politico boemo (n. 1697)
- 12 marzo - Michel Le Quien, presbitero, teologo e storico francese (n. 1661)
- 13 marzo - Charlotte Aïssé, scrittrice francese (n. 1693)

### Aprile
- 14 aprile - Ippolito Desideri, gesuita e missionario italiano (n. 1684)
- 18 aprile - Louis de La Vergne-Montenard de Tressan, arcivescovo cattolico francese (n. 1670)
- 19 aprile - Elizabeth Villiers, nobile britannica (n. 1657)

### Maggio
- 1º maggio - Nicolas Coustou, scultore francese (n. 1658)
- 7 maggio - George Cholmondeley, II conte di Cholmondeley, ufficiale inglese (n. 1666)
- 8 maggio - Bernard Picart, incisore francese (n. 1673)
- 13 maggio - Cornelius Johannes Barchman Wuytiers, arcivescovo vetero-cattolico olandese (n. 1692)
- 18 maggio - Georg Böhm, compositore e organista tedesco (n. 1661)
- 18 maggio - Edmund Chishull, presbitero, teologo e antiquario inglese (n. 1671)

### Giugno
- 11 giugno - Jakob Hermann, matematico svizzero (n. 1678)
- 14 giugno - Caterina Ivanovna Romanova, principessa russa (n. 1691)

### Luglio
- 2 luglio - Jan van Huchtenburgh, pittore, incisore e disegnatore olandese (n. 1647)
- 10 luglio - Sibilla di Sassonia-Lauenburg, principessa sassone (n. 1675)
- 12 luglio - Anne-Thérèse de Marguenat de Courcelles, scrittrice francese
- 20 luglio - Giovanni Cristiano del Palatinato-Sulzbach, duca tedesco (n. 1700)
- 23 luglio - Johann Jakob Scheuchzer, naturalista e medico svizzero (n. 1672)

### Agosto
- 8 agosto - Carlos Borja Centellas y Ponce de León, cardinale spagnolo (n. 1663)
- 16 agosto - Matthew Tindal, filosofo inglese (n. 1656)
- 24 agosto - Pierre-Étienne Monnot, scultore francese (n. 1657)
- 24 agosto - Jean-Baptiste Moreau, compositore francese (n. 1656)
- 30 agosto - Jean-François-Paul Le Fèvre de Caumartin, vescovo cattolico francese (n. 1668)

### Settembre
- 11 settembre - François Couperin, compositore, clavicembalista e organista francese (n. 1668)
- 16 settembre - Antonio Banchieri, cardinale italiano (n. 1667)
- 28 settembre - Charles Howard, IX conte di Suffolk, nobile e politico inglese (n. 1675)

### Ottobre
- 6 ottobre - Baldassarre Fontana, architetto e stuccatore svizzero (n. 1661)
- 10 ottobre - Michel Serre, pittore spagnolo (n. 1658)
- 14 ottobre - Pier Francesco Cavazza, pittore e collezionista d'arte italiano (n. 1677)
- 14 ottobre - Pietro Pariati, librettista e poeta italiano (n. 1665)
- 20 ottobre - Pierre Dandrieu, organista, compositore e prete francese (n. 1661)
- 24 ottobre - Henrietta Churchill, II duchessa di Marlborough, nobildonna inglese (n. 1681)
- 25 ottobre - Giovanni Girolamo Saccheri, gesuita e matematico italiano (n. 1667)
- 26 ottobre - Antonio Veracini, compositore e violinista italiano (n. 1659)
- 31 ottobre - Eberardo Ludovico di Württemberg, duca (n. 1676)

### Novembre
- 11 novembre - Gabriel Cano, militare spagnolo (n. 1665)
- 18 novembre - Girolamo Grimaldi, cardinale e arcivescovo cattolico italiano (n. 1674)
- 19 novembre - Giovanni Vignoli, archeologo e numismatico italiano (n. 1667)
- 20 novembre - Francesco Frosini, arcivescovo cattolico italiano (n. 1654)
- 21 novembre - Louis Boullogne II, pittore, incisore e disegnatore francese (n. 1654)
- 27 novembre - Giovanni Battista d'Embser, militare austriaco (n. 1669)
- 29 novembre - Jan Hoogsaat, pittore, incisore e decoratore olandese (n. 1654)

### Dicembre
- 2 dicembre - Sinibaldo Doria, cardinale e arcivescovo cattolico italiano (n. 1664)
- 2 dicembre - Gerard Hoet, pittore, disegnatore e scrittore olandese (n. 1648)
- 7 dicembre - Edward Lovett Pearce, architetto irlandese (n. 1699)
- 10 dicembre - Filippo Buonarroti, antiquario, numismatico e archeologo italiano (n. 1661)
- 18 dicembre - Gaetano Casanova, attore teatrale e ballerino italiano (n. 1697)
- 23 dicembre - Maria Bricca, cuoca italiana (n. 1684)
- 25 dicembre - Charles François de Mondion, ingegnere militare e architetto francese (n. 1681)
- 29 dicembre - Ippolita Ludovisi,  italiana (n. 1663)

### Senza giorno specificato
- Fatma Sultan, principessa ottomana (n. 1704)
- Maria Aurora von Spiegel (n. 1681)
- Thai Sa, sovrano (n. 1678)
- Topal Osman Pascià, politico e generale ottomano
- Pieter van der Aa, editore olandese (n. 1659)
- Paris Francesco Alghisi, compositore e organista italiano (n. 1666)
- Pietro Antonio Avanzini, pittore italiano (n. 1656)
- Antonino Biffi, compositore e contraltista italiano (n. 1666)
- Nicolas Bion, artigiano francese (n. 1652)
- Adriaan van der Burg, pittore olandese (n. 1693)
- Michael Burghers, incisore e disegnatore olandese (n. 1640)
- Antonio Coquinati, pittore italiano (n. 1711)
- Nicolas-Antoine Coulon de Villiers, militare francese (n. 1683)
- Elia Del Re, matematico italiano (n. 1654)
- Daniel Delander, orologiaio inglese
- Arthur Dillon, militare irlandese (n. 1670)
- Michelangelo Faggioli, compositore italiano (n. 1666)
- Carel van Falens, pittore fiammingo (n. 1683)
- Francisco Fernández de la Cueva, generale spagnolo (n. 1666)
- Alexis Grimou, pittore francese (n. 1678)
- Hacı Halil Pascià, politico e militare ottomano (n. 1655)
- Nicola van Houbraken, pittore italiano (n. 1668)
- Bonaventura Licheri, poeta italiano (n. 1667)
- Francesco Paolo Masullo, cantante italiano (n. 1679)
- Susanne le Pelley, nobile britannica
- Christian Petzold, compositore e organista tedesco (n. 1677)
- Martin Schurig, medico tedesco (n. 1656)
- Yves d'Alègre, generale francese (n. 1653)
- Antonio del Giudice, nobile e ambasciatore italiano (n. 1657)

## Calendario
| Calendario 1733 | Calendario 1733 | Calendario 1733 | Calendario 1733 | Calendario 1733 | Calendario 1733 | Calendario 1733 | Calendario 1733 | Calendario 1733 | Calendario 1733 | Calendario 1733 | Calendario 1733 | Calendario 1733 | Calendario 1733 | Calendario 1733 | Calendario 1733 | Calendario 1733 | Calendario 1733 | Calendario 1733 | Calendario 1733 | Calendario 1733 | Calendario 1733 | Calendario 1733 | Calendario 1733 | Calendario 1733 | Calendario 1733 | Calendario 1733 | Calendario 1733 | Calendario 1733 | Calendario 1733 | Calendario 1733 | Calendario 1733 | Calendario 1733 |
| --------------- | --------------- | --------------- | --------------- | --------------- | --------------- | --------------- | --------------- | --------------- | --------------- | --------------- | --------------- | --------------- | --------------- | --------------- | --------------- | --------------- | --------------- | --------------- | --------------- | --------------- | --------------- | --------------- | --------------- | --------------- | --------------- | --------------- | --------------- | --------------- | --------------- | --------------- | --------------- | --------------- |
|                 | 1               | 2               | 3               | 4               | 5               | 6               | 7               | 8               | 9               | 10              | 11              | 12              | 13              | 14              | 15              | 16              | 17              | 18              | 19              | 20              | 21              | 22              | 23              | 24              | 25              | 26              | 27              | 28              | 29              | 30              | 31              |                 |
| Gennaio         | Gi              | Ve              | Sa              | Do              | Lu              | Ma              | Me              | Gi              | Ve              | Sa              | Do              | Lu              | Ma              | Me              | Gi              | Ve              | Sa              | Do              | Lu              | Ma              | Me              | Gi              | Ve              | Sa              | Do              | Lu              | Ma              | Me              | Gi              | Ve              | Sa              |                 |
| Febbraio        | Do              | Lu              | Ma              | Me              | Gi              | Ve              | Sa              | Do              | Lu              | Ma              | Me              | Gi              | Ve              | Sa              | Do              | Lu              | Ma              | Me              | Gi              | Ve              | Sa              | Do              | Lu              | Ma              | Me              | Gi              | Ve              | Sa              |                 |                 |                 |                 |
| Marzo           | Do              | Lu              | Ma              | Me              | Gi              | Ve              | Sa              | Do              | Lu              | Ma              | Me              | Gi              | Ve              | Sa              | Do              | Lu              | Ma              | Me              | Gi              | Ve              | Sa              | Do              | Lu              | Ma              | Me              | Gi              | Ve              | Sa              | Do              | Lu              | Ma              |                 |
| Aprile          | Me              | Gi              | Ve              | Sa              | Do              | Lu              | Ma              | Me              | Gi              | Ve              | Sa              | Do              | Lu              | Ma              | Me              | Gi              | Ve              | Sa              | Do              | Lu              | Ma              | Me              | Gi              | Ve              | Sa              | Do              | Lu              | Ma              | Me              | Gi              |                 |                 |
| Maggio          | Ve              | Sa              | Do              | Lu              | Ma              | Me              | Gi              | Ve              | Sa              | Do              | Lu              | Ma              | Me              | Gi              | Ve              | Sa              | Do              | Lu              | Ma              | Me              | Gi              | Ve              | Sa              | Do              | Lu              | Ma              | Me              | Gi              | Ve              | Sa              | Do              |                 |
| Giugno          | Lu              | Ma              | Me              | Gi              | Ve              | Sa              | Do              | Lu              | Ma              | Me              | Gi              | Ve              | Sa              | Do              | Lu              | Ma              | Me              | Gi              | Ve              | Sa              | Do              | Lu              | Ma              | Me              | Gi              | Ve              | Sa              | Do              | Lu              | Ma              |                 |                 |
| Luglio          | Me              | Gi              | Ve              | Sa              | Do              | Lu              | Ma              | Me              | Gi              | Ve              | Sa              | Do              | Lu              | Ma              | Me              | Gi              | Ve              | Sa              | Do              | Lu              | Ma              | Me              | Gi              | Ve              | Sa              | Do              | Lu              | Ma              | Me              | Gi              | Ve              |                 |
| Agosto          | Sa              | Do              | Lu              | Ma              | Me              | Gi              | Ve              | Sa              | Do              | Lu              | Ma              | Me              | Gi              | Ve              | Sa              | Do              | Lu              | Ma              | Me              | Gi              | Ve              | Sa              | Do              | Lu              | Ma              | Me              | Gi              | Ve              | Sa              | Do              | Lu              |                 |
| Settembre       | Ma              | Me              | Gi              | Ve              | Sa              | Do              | Lu              | Ma              | Me              | Gi              | Ve              | Sa              | Do              | Lu              | Ma              | Me              | Gi              | Ve              | Sa              | Do              | Lu              | Ma              | Me              | Gi              | Ve              | Sa              | Do              | Lu              | Ma              | Me              |                 |                 |
| Ottobre         | Gi              | Ve              | Sa              | Do              | Lu              | Ma              | Me              | Gi              | Ve              | Sa              | Do              | Lu              | Ma              | Me              | Gi              | Ve              | Sa              | Do              | Lu              | Ma              | Me              | Gi              | Ve              | Sa              | Do              | Lu              | Ma              | Me              | Gi              | Ve              | Sa              |                 |
| Novembre        | Do              | Lu              | Ma              | Me              | Gi              | Ve              | Sa              | Do              | Lu              | Ma              | Me              | Gi              | Ve              | Sa              | Do              | Lu              | Ma              | Me              | Gi              | Ve              | Sa              | Do              | Lu              | Ma              | Me              | Gi              | Ve              | Sa              | Do              | Lu              |                 |                 |
| Dicembre        | Ma              | Me              | Gi              | Ve              | Sa              | Do              | Lu              | Ma              | Me              | Gi              | Ve              | Sa              | Do              | Lu              | Ma              | Me              | Gi              | Ve              | Sa              | Do              | Lu              | Ma              | Me              | Gi              | Ve              | Sa              | Do              | Lu              | Ma              | Me              | Gi              |                 |